# Mount Radlinski
Mount Radlinski ist ein abgerundeter, vereister, strukturloser und 2750 m hoher Berg im westantarktischen Ellsworthland. Im nordöstlichen Abschnitt des Whitmoregebirges ragt er 6 km südöstlich des Mount Seelig auf.
Der US-amerikanischen Kartograf William Hanell Chapman (1927–2007) kartierte ihn am 2. Januar 1959 im Zuge einer Erkundungsreise des United States Geological Survey (USGS) zu den Horlick Mountains zwischen 1958 und 1959. Chapman benannte den Berg nach William Anthony Radlinski (1921–2013), Photogrammetrist und beigeordneter Leiter des USGS von 1969 bis 1979, Präsident der American Society for Photogrammetry and Remote Sensing im Jahr 1968 sowie Präsident der Fédération Internationale des Géomètres von 1973 bis 1975.